# 永井流奈
永井 流奈（ながい るな、1982年6月11日- ）は日本の元タレント、元女優。東京都出身。

## 略歴
15歳の時にスカウトされて、芸能界デビュー。主にグラビア等で活躍し、その後、女優として活躍した。
2002年（平成14年）4月、一般入試で立教大学文学部英米文学科入学、2006年（平成19年）3月、卒業。
2006年（平成19年）9月、海外留学に伴い、前所属事務所テンカラットを退所。
2007年（平成20年）7月、新事務所アプレへ移籍。
2008年（平成21年）3月、芸能活動を引退。

## 出演

### 写真集
- LUNA（1998年（平成11年）7月、学習研究社、撮影：今村敏彦）ISBN 4054009999
- Accidents Series〈5〉（1998年（平成11年）10月、朝日出版社、撮影：篠山紀信、編集：井上嗣也）ISBN 4255980438
- 少女果実（1999年（平成12年）4月、新潮社、撮影：沢渡朔）ISBN 4104264024
- 流奈 天城淫行（1999年（平成12年）8月、ぶんか社、撮影：荒木経惟）ISBN 4821122731
- なんでぇ?（2000年（平成13年）11月、学習研究社、撮影：眞継敏明）ISBN 4054012957

### ビデオ＆DVD
- ファイナルビューティー（1998年（平成11年）12月、竹書房）ビデオ(VHS)
- Cupid（1999年（平成12年）6月、ポニーキャニオン）ビデオ(VHS)、DVD（1999年（平成12年）7月）
- 永井流奈非公認ビデオ「LUNAにご用心」（1999年（平成12年）12月、ソフト・オン・デマンド）ビデオ(VHS)、DVD（2000年（平成13年）11月）
- 富江 アナザフェイス featuring 永井流奈（2000年（平成13年）8月、大映）ビデオ(VHS)、DVD（2000年（平成13年）10月、ジェネオンエンタテインメント）
- I love you之旅（2000年（平成13年）9月、PANORAMA ENTERTAINMENT）ビデオCD

### テレビ
- 出動!ミニスカポリス（テレビ東京）
- グラビアの美少女（MONDO21）

### テレビドラマ
- 天然少女 萬 （1998年（平成11年）、WOWOW）
- 千年王国III銃士ヴァニーナイツ（1999年4月 - 9月、テレビ朝日）加賀美あいり役
- まんてん （2002年（平成15年）、NHK）真辺千春役
- 水戸黄門 第35部 第2話「対決!阿波踊り合戦・徳島」（2005年10月17日、TBS / C.A.L） - お信乃 役
- ウーマンズ・アイランド 彼女たちの選択 （2006年、日本テレビ）

### 映画
- 疾走 （2005年（平成18年））
- 親指さがし（2006年[1]（平成19年））日下部綾役

### テレビCM
- 東京めたりっく通信 (2000年)